# Petro Prokopovyč

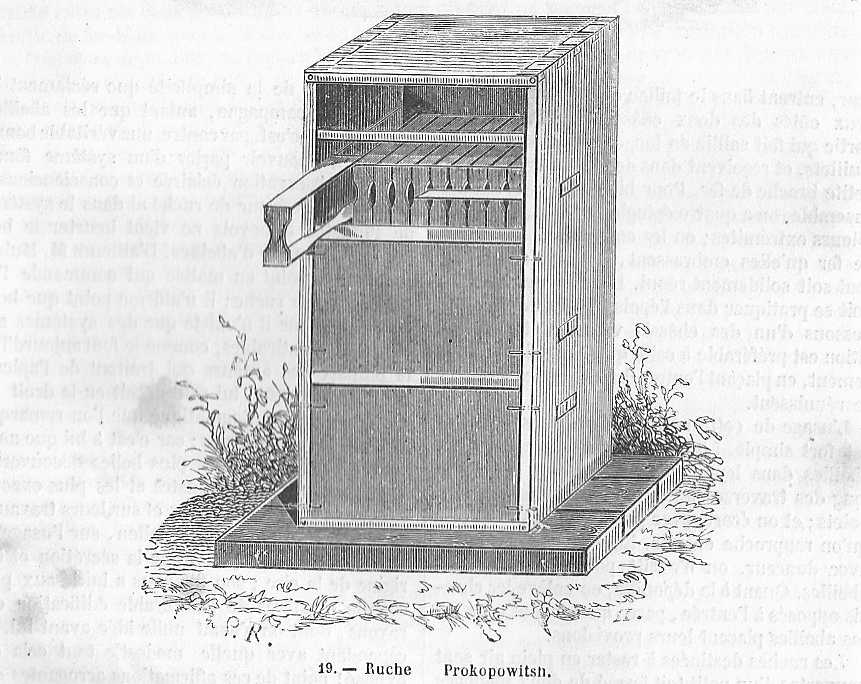
Prokopovyčův úlový systém

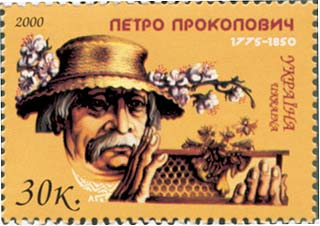
Ukrajinská známka na počest Prokopovyče, 2000

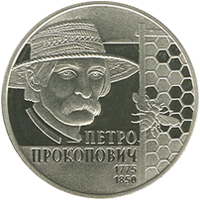
Pamětní mince s Prokopovyčem, 2015

Petro Ivanovyč Prokopovyč (ukrajinsky Петро Іванович Прокопович, rusky Пётр Иванович Прокопович – Pjotr Ivanovič Prokopovič, 1775–1850) byl ukrajinský revolucionář, včelař, zakladatel komerčního včelařství a vynálezce prvního přenosného rámkového úlu. Představil novinky v tradičním včelařství, které umožnily velký pokrok v praxi. Mezi jeho nejdůležitější vynálezy patřil úlový rámek v samostatném medníku a mateří mřížka mezi plodištěm a medníkem. 

## Životopis
Prokopovyč se narodil 2. června 1775 na Ukrajině (tehdy součást Ruské říše), ve vesnici Mytčenky, nedaleko Černigova v kněžské rodině ukrajinsko-kozáckého původu. Jeho otec byl pravoslavným popem a majitelem malé usedlosti. Od svých jedenácti let studoval osm let na Kyjevsko-mohyljanské akademii. Po studiích se zavázal k vojenské službě. V roce 1798 rezignoval na svou funkci v důstojnické hodnosti a užíval si renty na včelíně svého bratra. V roce 1808 měl Prokopovyč 580 včelstev.
Prokopovyč studoval biologii včelstev a snažil se zdokonalit stávající způsoby chovu. Jeho hlavním záměrem bylo vyvinout metody, které dovolují co nejmenší rušení a poškození včel. Tyto snahy vyústily v roce 1814 ve vynález prvního rámkového úlu na světě, který umožnil snadnější získávání medu.
Dalším vynálezem byla tehdy "dřevěná přepážka s otvory průchodnými pouze pro včely dělnice", nyní nazývaná mateří mřížka. To umožnilo získávání čistého medu z rámků bez poškození včelího díla. Prokopovyčovy vynálezy představovaly mezník v historii včelařství a znamenaly začátek komerčního včelaření. Jeho vědecká práce vyústila ve vydání více než šedesáti článků v tištěných novinách a časopisech. Prokopovyčův vynález prvního rozebíratelného a přenosného rámkového úlu na světě umožnilo chovatelům odebírat med, aniž by zničili včelstvo. Dříve byla obvyklá praxe zabít všechny včely kouřem a zničit plástve při odběru medu.
Další Prokopovyčovou vášní bylo učitelství. Zřídil včelařskou školu, která za 53 let své existence připravila více než 700 kvalifikovaných včelařů. Škola byla dvouletá a měla velmi podrobnou učební osnovu. Kromě včelařství se zde vyučovalo ovocnářství, sadařství, hedvábnictví a praktická truhlařina. V roce 1830 se škola přestěhovala do sousední vesnice Pal'chyky, kde Prokopovyč zakoupil v močálovitém prostředí samotu s rozlehlými pozemky. Spolu se svými žáky však brzy změnil močálovitou půdu na úrodné pozemky. Vysázeli les z včelařských dřevin. Vznikla tak první a největší evropská školní včelnice. Jako včelař vlastnil Prokopovyč 6600 včelstev a zbohatl.
Prokopovyč zemřel 22. března 1850 a byl pohřben ve vesnici Palčyky, v současné době v Nižynském rajónu v Černihivské oblasti, kde se nacházela jeho včelařská škola. Stojí tam pomník Prokopovyče a je po něm pojmenován Ukrajinský včelařský institut.
V roce 2015 byla vydána pamětní mince 2 hřivny na památku jeho přínosu ukrajinskému včelařství a udržitelné komerční agronomii.